# Kluky (powiat Mladá Boleslav)
Kluky – wieś i gmina w Czechach, w powiecie Mladá Boleslav, w kraju środkowoczeskim. Według danych z dnia 1 stycznia 2013 liczyła 68 mieszkańców.